# Jorge Bolaño
Jorge Eladio Bolaño Correa (ur. 28 kwietnia 1977 w Santa Marta, zm. 6 kwietnia 2025 w Cúcucie), piłkarz kolumbijski grający na defensywnego pomocnika. Następnie trener i komentator sportowy.

## Kariera klubowa
Bolaño choć pochodzi z miasta Santa Marta, to piłkarską karierę zaczynał w Barranquilli w tamtejszym zespole o nazwie Atlético Junior. W Copa Mustang zadebiutował w 1993 roku w wieku 16 lat. Rozegrał 14 meczów i przyczynił się do zdobycia przez Atletico tytułu mistrza kraju. W kolejnym sezonie nie wywalczył z Atletico mistrzostwa, ale doszedł z nim do półfinału Copa Libertadores. W 1995 roku ponownie mógł cieszyć się z klubowymi kolegami z mistrzostwa (35 meczów i 1 gol Jorge), a w kolejnym piłkarze z Barranquilli zajęli dopiero 9. miejsce. W każdym z kolejnych sezonów Bolaño nie osiągał już takich sukcesów ze swoim klubem, w którym z czasem stał się filarem linii pomocy, a czasem i obrony. W Atletico Junior grał do połowy roku 1999 i po 7 sezonach gry w ojczyźnie wyjechał do Europy.
Latem 1999 Bolaño podpisał kontrakt z klubem włoskiej Serie A. W lidze zadebiutował jednak dopiero 5 grudnia w wygranym 4:1 meczu z Torino FC. W Parmie jednak nie miał miejsca w składzie i w kolejnych sezonach był rezerwowym. W sezonie 1999/2000 rozegrał 10 meczów w lidze i zajął 6. miejsce, w kolejnym, 2000/2001 -12 meczów (4. miejsce), a w 2001/2002 – 14 meczów (10. miejsce i finał Pucharu Włoch). Na sezon 2002/2003 Jorge trafił do grającej w Serie B Sampdorii. Jednak tuż przed rozpoczęciem sezonu uległ groźnemu wypadkowi, przez co ani razu nie wybiegł na boisko przechodząc długą rehabilitację.
Na sezon 2003/2004 Bolaño wrócił do Parmy jednak w rundzie jesiennej rozegrał tylko 2 mecze i w styczniu przeszedł na zasadzie półrocznego wypożyczenia do US Lecce. Tam odzyskał miejsce w składzie i zagrał na wiosnę w 15 meczach przyczyniając się do zajęcia przez Lecce 10. miejsca w lidze. Latem 2004 znów zawitał do Parmy i swoim udziałem w barażach pomógł jej w utrzymaniu w lidze. W sezonie 2005/2006 zajął z Parmą 6. miejsce, kwalifikujące ją do Pucharu UEFA. W sezonie 2006/2007 dotarł z Parmą do fazy grupowej Pucharu UEFA (2 mecze z Odense BK i CA Osasuna), a potem zagrał w meczu kolejnej rundy ze Sportingiem Braga. W 2007 roku Kolumbijczyk przeszedł do drugoligowej Modeny, w której grał przez 2 lata.
Na początku 2010 roku Bolaño wrócił do Kolumbii i został zawodnikiem Cúcuta Deportivo.
| Sezon   | Klub             | Kraj     | Rozgrywki    | Mecze | Bramki |
| ------- | ---------------- | -------- | ------------ | ----- | ------ |
| 1994    | Atlético Junior  | Kolumbia | Copa Mustang | 14    | 0      |
| 1994    | Atlético Junior  | Kolumbia | Copa Mustang | 16    | 1      |
| 1995    | Atlético Junior  | Kolumbia | Copa Mustang | 35    | 1      |
| 1995/96 | Atlético Junior  | Kolumbia | Copa Mustang | 29    | 1      |
| 1996/97 | Atlético Junior  | Kolumbia | Copa Mustang | 27    | 2      |
| 1997/98 | Atlético Junior  | Kolumbia | Copa Mustang | 19    | 1      |
| 1998/99 | Atlético Junior  | Kolumbia | Copa Mustang | 15    | 4      |
| 1999/00 | AC Parma         | Włochy   | Serie A      | 10    | 0      |
| 2000/01 | AC Parma         | Włochy   | Serie A      | 12    | 0      |
| 2001/02 | AC Parma         | Włochy   | Serie A      | 14    | 0      |
| 2002/03 | UC Sampdoria     | Włochy   | Serie B      | 0     | 0      |
| 2003/04 | AC Parma         | Włochy   | Serie A      | 2     | 0      |
| 2003/04 | US Lecce         | Włochy   | Serie A      | 15    | 0      |
| 2004/05 | AC Parma         | Włochy   | Serie A      | 22    | 0      |
| 2005/06 | AC Parma         | Włochy   | Serie A      | 16    | 0      |
| 2006/07 | AC Parma         | Włochy   | Serie A      | 10    | 0      |
| 2007/08 | Modena FC        | Włochy   | Serie B      | 21    | 2      |
| 2008/09 | Modena FC        | Włochy   | Serie B      | 33    | 0      |
| 2010    | Cúcuta Deportivo | Kolumbia | Copa Mustang | 24    | 0      |
| 2011    | Cúcuta Deportivo | Kolumbia | Copa Mustang | 26    | 0      |
| 2012    | Cúcuta Deportivo | Kolumbia | Copa Mustang | 8     | 0      |

## Kariera reprezentacyjna
W reprezentacji Kolumbii Bolaño zadebiutował 28 marca w towarzyskim meczu z Paragwajem, zremisowanym 1:1. W tym samym roku został powołany przez selekcjonera Hernána Darío Gómeza do kadry na finały mistrzostw świata we Francji. Tam Bolaño zaliczył jedno spotkanie – w 62. minucie zwycięskiego 1:0 meczu z Tunezją zmienił Mauricio Sernę.
W 1999 roku Bolaño wystąpił w turnieju Copa América 1999, na którym był podstawowym zawodnikiem Kolumbii i doszedł z nią do ćwierćfinału.
Ogółem od 1995 do 2003 roku Bolaño wystąpił w reprezentacji Kolumbii w 36 meczach i strzelił 1 gola.

## Późniejsze życie
Po zakończeniu kariery zawodniczej pracował jako trener, m.in. w wenezuelskim klubie Real Frontera SC. Był również komentatorem sportowym.

## Śmierć
Zmarł 6 kwietnia 2025 na skutek zawału serca, doznanego w trakcie przyjęcia urodzinowego zorganizowanego przez jego znajomych.